# Polnische Verfassungskrise und Justizreformen (seit 2015)
Die Verfassungskrise in Polen begann im Herbst des Jahres 2015 mit der zweifachen Wahl von je fünf Verfassungsrichtern durch die 7. und 8. Legislaturperiode des polnischen Parlaments. Infolgedessen verabschiedete der PiS-dominierte Sejm zwischen November 2015 und Dezember 2016 sechs Gesetze über die Arbeitsweise des Verfassungsgerichtshofes.
Die Krise war ein Entstehungsgrund für die Protestbewegung Komitee zur Verteidigung der Demokratie (polnisch: Komitet Obrony Demokracji).
Der EuGH urteilte Mitte Juli 2021, dass Polen mit seinem System zur Disziplinierung von Richtern europäisches Recht verletze.
Das System biete nicht alle Garantien für die Unabhängigkeit und Unparteilichkeit innerhalb des politischen Systems.
Die EU-Kommission forderte Polen am 20. Juli 2021 auf, ein EuGH-Urteil zu seiner Justizreform bis Mitte August 2021 umzusetzen. Andernfalls drohten finanzielle Sanktionen. Nachdem die polnische Regierung sich weiterhin weigert, das EuGH-Urteil umzusetzen, verurteilte der Gerichtshof das Land am 27. Oktober 2021 zur Zahlung eines täglichen Zwangsgeldes in Höhe von einer Million Euro.

## Verlauf

### Zweifache Richterwahl

#### Richterwahl durch die 7. Gesetzgebungsperiode
Gegen Ende der 7. Sejmperiode endeten die Amtszeiten von fünf Verfassungsrichtern; drei schieden am 6. November 2015 aus dem Amt, zwei weitere Anfang Dezember. In den zwei letzten Fällen fiel das jeweilige Ende der Amtszeit voraussehbar in die nächste Legislaturperiode, deren Parlament am 25. Oktober 2015 gewählt wurde.
Am 25. Juni 2015 verabschiedete der Sejm mit Stimmen der regierenden PO-PSL-Koalition ein neues Gesetz über den Verfassungsgerichtshof, das es dem 7. Sejm ermöglichte, auch die Nachfolger der zwei im Dezember 2015 ausscheidenden Richter zu wählen. Am 8. Oktober fand schließlich die Wahl für die insgesamt fünf kurz darauf frei werdenden Richterposten statt. Neu gewählte Verfassungsrichter wurden Roman Hauser, Krzysztof Ślebzak, Andrzej Jakubecki, Bronisław Sitek und Andrzej Sokala, wobei der Amtsantritt von Sitek und Sokala erst für den darauffolgenden Sejm angesetzt war. Die oppositionelle PiS kritisierte dies massiv, da ihrer Ansicht nach die Regierung in Erwartung einer Wahlniederlage in Kompetenzen des nächsten Sejms eingreife. Während die PiS gegen das Gesetz vor dem Verfassungsgericht klagte, weigerte sich Präsident Duda, die gewählten Verfassungsrichter zu vereidigen, was jedoch notwendig ist, damit diese ihre Amtsgeschäfte aufnehmen können. Nachdem die PiS die Parlamentswahl gewonnen hatte, zog sie ihre Klage gegen das Gesetz zurück. Abgeordnete der Bürgerplattform reichten ihrerseits eine Klage ein, um die Frage der Rechtmäßigkeit der Richterwahl vom Verfassungsgericht klären zu lassen. Sie kritisierten, dass Präsident Duda die Vereidigung der Richter mit Zweifeln an der Verfassungskonformität der Beschlüsse begründete, sich aber nicht zur Klärung an das Verfassungsgericht wandte.

#### Gesetzesnovelle vom 19. November 2015
Am 12. November konstituierte sich der neue Sejm, in dem die PiS eine absolute Mehrheit hat. Bereits am 19. November wurde eine Novelle des Verfassungsgerichtsgesetzes verabschiedet. Hierdurch beginnt die Amtszeit eines Richters erst mit seiner Vereidigung. Die Abänderung begrenzte die Amtsperioden vom Präsidenten und Vizepräsidenten des Gerichts auf drei Jahre mit der Möglichkeit zur einfachen Wiederwahl. Zusätzlich war die frühzeitige Degradierung der damaligen Vorsitzenden Andrzej Rzepliński und Stanisław Biernat zu einfachen Verfassungsrichtern vorgesehen. Da es das Gesetz ermöglichte, nicht nur die bis dahin strittigen zwei, sondern alle fünf im Oktober neu besetzten Richterposten erneut besetzen zu lassen, klagten Abgeordnete der Bürgerplattform umgehend vor dem Verfassungsgericht. Weitere Klagen wurden vom Beauftragten für Bürgerrechte Adam Bodnar, dem Landesrat für Gerichtsbarkeit (polnisch: Krajowa Rada Sądownictwa) sowie der Präsidentin des Obersten Gerichts eingereicht.

#### Richterwahl durch die 8. Gesetzgebungsperiode
Als das Verfassungsgericht angekündigt hatte, am 3. Dezember 2015 über die Klage gegen die Gesetzesnovelle vom 25. Juni 2015 und damit über die Rechtmäßigkeit der Richterwahl vom 8. Oktober zu entscheiden, erklärte der Sejm am 25. November 2015 mit Stimmen der PiS sowie von Kukiz’15 ohne Rechtsgrundlage diese Wahl eigenmächtig für ungültig. Zusätzlich wurde der Staatspräsident dazu aufgerufen die gewählten Richter nicht zu vereidigen.
Dem PiS-Abgeordneten Stanisław Piotrowicz zufolge sei es bei der Richterwahl durch die vorherige Sejmperiode zu vielen Verfahrensfehlern gekommen. Der Sejmbeschluss führe zur Konvaleszenz des Wahlprozesses und beende die fünf vakanten Stellen im Verfassungsgericht, da die regierende PiS von den Wählern zur Reform des Landes legitimiert sei. Ginge es nach der abgewählten Bürgerplattform, sei das Verfassungsgericht zu einer Blockade dieser Reformen instrumentalisiert worden. Diese Ansicht werde zudem von den Verfassungsrechtlern Jaroslaw Szymanek, Bogusław Banaszak und Bogumił Szmulik vertreten.
In einer 36-seitigen Beurteilung betonte Szymanek den Verdacht, die von der Vorgängerregierung verabschiedete Gesetzesänderung sollte dem damaligen Parlament die Möglichkeit zur Wahl aller fünf Richter geben. Banaszak erklärte, dass die Wahl an Stelle der ausscheidenden Richter, dessen Amtsabtritt außerhalb der aktuellen Sejmperiode liege, einer „Petrifikation“ nicht aktuellen Wählerwillens gleichkomme. Er bemängelte auch eine Widersprüchlichkeit zwischen Sejm-Geschäftsordnung und des Verfassungsgerichtsgesetzes hinsichtlich der Richterwahl. Überdies merkte Szmulik an, dass jedes Gesetz, welches in Widerspruch zur Geschäftsordnung stehe, verfassungswidrig sei, weil in die Unabhängigkeit des Parlaments eingegriffen werde.
Am 26. November 2015 wurde Artikel 30 der Geschäftsordnung geändert, der die Antragsstellung zur Besetzung von Staatsämtern festlegt. Laut der Gesetzesbegründung sollen verschiedene Ausnahmefälle reguliert werden: unter anderem vakante Stellen in Folge von fehlender Vereidigung, Abbruch des weiteren Wahlverfahrens oder Tod.
Am 30. November 2015 entschied das Verfassungsgericht einstimmig basierend auf der Zivilprozessordnung die von den PO-Abgeordneten eingereichte Verfassungsklage über das Gesetz vom 25. Juni 2015 zu „sichern“. Mit dem Rechtsinstrument „postanowienie tymczasowe o zabezpieczeniu wniosku“ (deutsch: vorläufige Sicherstellungsentscheidung des Antrags) forderte das Verfassungsorgan den Sejm auf, keine Richterwahl bis zur Urteilsfindung in erwähnter Klage zu unternehmen. Das Parlament ignorierte jedoch diese Aufforderung.
Am 2. Dezember 2015, einen Tag vor dem angekündigten Urteil, wählte der Sejm fünf PiS-Kandidaten (Henryk Cioch, Lech Morawski, Mariusz Muszyński, Piotr Pszczółkowski und Julia Przyłębska) auf die fraglichen Richterposten. Kurz nach Mitternacht nahm Präsident Duda diesen fünf Personen den Amtseid ab.
Der Justiz- und Menschenrechtsausschuss (polnisch: Komisja Sprawiedliwości i Praw Człowieka) gab am Vortag eine positive Beurteilung zu diesen fünf Kandidaturen ab. Der Ausschussvorsitzende Piotrowicz verwehrte den Oppositionsabgeordneten die Teilnahme an der Diskussion. Zudem kam es zu keiner Anhörung der Bewerber für das Verfassungsgericht.
Am 3. Dezember 2015 betraten vier neu vereidigte Richter in Begleitung des Regierungsschutzbüros das Verfassungsgericht. Der Gerichtspräsident Andrzej Rzepliński suspendierte die Richter von der Rechtsprechung bis zur Klärung der Rechtmäßigkeit ihrer Wahl.
Am 7. Januar 2016 wurde die Klage der PO-Abgeordneten über die Sejmbeschlüsse vom 25. November und 2. Dezember 2015 vom Verfassungsgericht verworfen, weil es sich nicht um „Normativakten“ (polnisch: akt normatywny) handele; das heißt, sie sind in der polnischen Verfassung nicht als Rechtsquelle ausgewiesen und stellen keine Rechtsnorm auf. Daher liege die Prüfung dieser Beschlüsse außerhalb der Kompetenzen des Verfassungsorgans.
Am 12. Januar 2016 wurde den Richtern Pszczółkowski und Przyłębska die Teilnahme an der Rechtsprechung gewährt.
Die übrigen drei Richter werden aufgrund ihrer Kollision mit den drei rechtmäßig vergebenen Posten durch das vorherige Parlament auch mit der Vokabel „Doubles“ assoziiert.

### Urteile vom Dezember 2015
Am 3. Dezember 2015 fällte das Verfassungsgericht ein Urteil in der Rechtssache K 34/15 über das Gesetz vom 25. Juni 2015. Es entschied, dass die gesetzliche Vorschrift für die Wahl von drei Richtern mit Amtsbeginn im November 2015 verfassungskonform sei, jedoch die Möglichkeit zur Ernennung von zwei weiteren Richtern der Verfassung zuwiderlaufe.
Die Begründung besagte, dass der Staatspräsident unverzüglich den Amtseid von den drei legal gewählten Richtern abzunehmen habe. Aus Sicht der Kanzlei des Präsidenten sei die Vereidigung aufgrund des vollständig besetzten Verfassungsgerichtes nicht möglich. Präsident Duda nahm während einer Ansprache am 3. Dezember keine Stellungnahme zu dem Urteil. Am 9. Dezember 2015 brachten die Parlamentarier der Bürgerplattform einen Antrag ein, der den Präsidenten dazu aufforderte dem Urteil vom 3. Dezember nachzukommen und die Richter zu vereidigen.
Am 9. Dezember 2015 fällte das Verfassungsgericht ein Urteil in der Rechtssache K 35/15 zum Gesetz vom 19. November 2015. Es nannte die Möglichkeit zur erneuten Wahl aller fünf Richter sowie die vorzeitige Degradierung des Vorsitzenden und seines Stellvertreters verfassungswidrig. Zugleich sei das Gesetzgebungsverfahren verfassungskonform gewesen.

#### Urteilsveröffentlichung im Gesetzblatt
Die Regierungschefin Beata Szydło weigerte sich, das Urteil vom 3. Dezember im Gesetzblatt zu veröffentlichen. Sie begründete dies mit eventuellen Formfehlern bei der Urteilsgebung. Das Verfassungsgericht urteilte in fünfköpfiger Zusammensetzung, jedoch wäre ihrer Ansicht nach ein Gremium aus neun Richtern erforderlich. Am 10. Dezember 2015 forderte die Kanzleileiterin Beata Kempa in einem Schreiben an den Vorsitzenden Rzepliński Rechenschaft hierzu abzulegen und machte die Veröffentlichung davon abhängig. Dies ist ein Novum in der Geschichte des Gerichtshofes. Rzepliński antwortete, der Premierminister sei gemäß Artikel 190 Absatz 2 der polnischen Verfassung zur Urteilsveröffentlichung im Gesetzblatt unverzüglich verpflichtet. Dazu gebe es keine Ausnahme.
Am 14. Dezember 2015 leitete Warschaus Staatsanwaltschaft aufgrund der Pflichtverletzung zum Nachteil des Allgemeininteresses Ermittlungen gegen den Staatsdienst ein. Die Urteile in der Rechtssache K 34/15 und K 35/15 wurden am 16. und 18. Dezember 2015 veröffentlicht. Das Verfahren wurde am 7. Januar 2016 eingestellt. Die Veröffentlichung sei bereits am 4. Dezember 2015 möglich gewesen. Die Verzögerung beruhe auf der Entscheidung der Premierministerin, doch habe die nachträgliche Veröffentlichung und die Ungewissheit, ob bewusst zum Nachteil des Allgemeininteresses gehandelt wurde, zur Verfahrenseinstellung geführt, so die Staatsanwaltschaft.

### Gesetzesnovelle vom 22. Dezember 2015
Daraufhin strebte die Partei „Recht und Gerechtigkeit“ weitere Änderungen im Verfassungsgerichtsgesetz an. In einer Ansprache bekundete Duda im Rahmen des Nationalen Entwicklungsrates (polnisch: Narodowa Rada Rozwoju), bei der Verfassungsgerichts-Reform mitwirken zu wollen.
Die Kukiz-Bewegung postulierte die Zusammensetzung des Organs auf 18 Richter auszuweiten, die Richterwahl mit einer qualifizierten Zweidrittelmehrheit durchzuführen und die Prüfung auf Verfassungskonformität von Verfassungsgerichtsgesetzen dem Obersten Gericht zu übertragen.
Am 15. Dezember 2015 brachten Abgeordnete der PiS eine neue Gesetzesinitiative in den Sejm ein, begründet mit der angeblichen Blockade von Reformen durch das Verfassungsgericht. Im Gesetzgebungsausschuss (polnisch: Komisja Ustawodawcza) erfolgte dazu eine parteiübergreifende Diskussion. Bei Abwesenheit einzelner PiS-Abgeordneter gelang es der Opposition in einer Abstimmung, die Sitzung auf den 7. Januar 2016 zu vertagen. Nach der Wiederkehr der Abgeordneten ordnete der Kommissionsvorsitzende Marek Ast an, die Wahl zu wiederholen. Laut dem Antragssteller Piotrowicz seien Oppositionsabgeordnete an der Abstimmung beteiligt gewesen ohne Ausschussmitglieder zu sein. Eine Woche später verabschiedete das Parlament den veränderten Gesetzestext.
Das Gesetzgebungsbüro des Sejm (polnisch: Sejmowe Biuro Legislacyjne) erklärte, einige von PiS-Abgeordneten eingebrachte Änderungsvorschläge seien auf das Gesetz nicht anwendbar. Teile des Projektes könnten die Verfassung verletzen. Keiner dieser Vorbehalte wurde jedoch berücksichtigt. Bei einer Ausschusstagung zur Betrachtung der Änderungen aus der zweiten Sejm-Lesung wurden die Wortmeldungen oppositioneller Abgeordneter eingeschränkt. Das Gesetz traf daraufhin in die obere Parlamentskammer, dem Senat.
Dort wurde unverändert am 24. Dezember 2015 angenommen. Der Novellierung zufolge sollte das Gericht üblicherweise in vollständiger Anwesenheit urteilen, also mit mindestens 13 Richtern. Zuvor galt eine vollständige Anwesenheit ab neun Richtern als erfüllt, wobei die meisten Fälle durch ein fünfköpfiges Gremium untersucht wurden. Auch sollten nach der Neuregelung Urteile bei vollständiger Anwesenheit mit Zweidrittelmehrheit getroffen werden.  Die Gesetzesänderung erlaubt in ausgewiesenen Fällen auch sieben- und dreiköpfige Zusammensetzungen. Nach dem Gesetz sollte es der Generalversammlung des Verfassungsgerichts auch nicht gestattet sein, das Mandat eines Richters vorzeitig zu erlöschen. Staatspräsident und Justizminister könnten zudem ein Disziplinarverfahren gegen Richter einleiten, wenn der Vorsitzende des Gerichts dies nicht als unbegründet ausweist. Weiterhin sollten die Sitzungen nach chronologischem Eingang der Anträge stattfinden. Die Gerichtssitzung dürfte erst nach einer Karenzzeit von drei Monaten nach Eingang des Termins bei den Verfahrensbeteiligten und bei vollständiger Anwesenheit der Richter erst nach sechs Monaten erfolgen. Die Gesetzesänderung sah keine Legisvakanz vor. Während des Legislativprozesses wurde darauf verzichtet, Warschau als obligatorischen Hauptsitz des Gerichts aus dem Gesetz zu entfernen.
Bedenken über die Vereinbarkeit des Gesetzes mit der Verfassung äußerten der Landesrat für Gerichtsbarkeit, der Generalstaatsanwalt und der Beauftragte für Bürgerrechte. Der parlamentarische Prozess warf Bedenken seitens der Rechtsanwaltskammer (polnisch: Naczelna Rada Adwokacka), des Nationalrates der Rechtsanwälte (polnisch: Krajowa Rada Radców Prawnych), der Helsinki-Stiftung für Menschenrechte und des Verbands polnischer Richter „Iustitia“ (polnisch: Stowarzyszenie Sędziów Polskich „Iustitia”) auf.
Diverse Organisationen appellierten an den Staatspräsident, das Gesetz vom Verfassungsgericht prüfen zu lassen oder ein Veto einzulegen. Dennoch folgte Dudas Paraphierung am 28. Dezember 2015. Er rechtfertigte dies mit dem Willen, die Position und Situation des Verfassungsgerichts stärken zu wollen. Am gleichen Tag erschien der Text im Gesetzblatt, womit das Gesetz in Kraft trat.

### Urteil vom 9. März 2016
Abgeordnete von PO, PSL und Nowoczesna wie auch die Präsidentin des Obersten Gerichts und der Landesrat für Gerichtsbarkeit reichten gegen das neue Gesetz Verfassungsklage ein.
Eine Kontroverse wurde durch die Frage ausgelöst, ob das neue Gesetz bereits in der Urteilsfindung Anwendung finden sollte. Die Stephan-Báthory-Stiftung,  die Rechtsanwaltskammer, der Nationalrat der Rechtsanwälte und die Helsinki-Stiftung für Menschenrechte lagen dem Verfassungsgericht als amici curiae Rechtsgutachten vor, indem von der Verfassungswidrigkeit des Gesetzes in seiner Gesamtheit ausgegangen wird.
Nach Ansicht von wissenschaftlichen Mitarbeitern der Rechts- und Verwaltungsfakultät der Schlesischen Universität und der Rechtsanwaltskammer war es dem Verfassungsgericht gestattet direkt auf Basis der polnischen Verfassung und unter Ausschluss des neuen Gesetzes zu urteilen. Der damalige Generalstaatsanwalt Andrzej Seremet sah das Gesetz in 16 Punkten als verfassungswidrig an.
Zudem führe die Urteilsfällung in Anwendung an das neue Gesetz zu einem Paradox. Ein hypothetisches Urteil, das dem Gesetz Verfassungswidrigkeit dokumentiert, sei anhand gesetzwidriger Rechtsvorschriften gefällt gewesen und somit anfechtbar, da die Verfassungswidrigkeit eines Rechtsakts ab seinem Entstehen vorliege.
Die Sichtweise des Generalstaatsanwaltes änderte sich am 4. März 2016, als Zbigniew Ziobro in Personalunion Justizminister und Generalstaatsanwalt wurde.
Am 4. März wandte sich Ziobro an das Gericht mit dem Antrag die Sitzung zu vertagen. Drei Tage später stellte er in einem Schreiben fest, dass Urteile, die durch eine „inkorrekte“ Zusammensetzung hervorgegangen seien, von der Regierung nicht veröffentlicht werden könnten.
Am 9. März 2016 urteilte das Verfassungsorgan in Anwesenheit von 12 Richter in der Rechtssache K 47/15.  Folglich verstoße das Gesetz vom 22. Dezember 2015 in Gänze gegen die Verfassung. In dem Ermessen des Gerichts habe der Sejm den Grundsatz missachtet, das Gesetz in drei Lesungen durchzubringen. Vizepräsident Stanisław Biernat akzentuierte die Unwiderruflichkeit von Verfassungsgerichtsurteilen. Ein Sondervotum wurde durch die Richter Julia Przyłębska und Piotr Pszczółkowski verlautbart. Während der Urteilsveröffentlichung kam es zu keiner Teilnahme von Vertretern der Regierung, des Sejm oder des Generalstaatsanwalts.

#### Urteilsveröffentlichung im Gesetzblatt
Die Regierungschefin Beata Szydło verfügte, von der Urteilsveröffentlichung abzusehen, da das Urteil ohne Anwendung des neuen Gesetzes erfolgt sei. Das Verdikt in der Rechtssache K 47/15 wurde vom Premier als „Auffassung einiger Richter des Verfassungsgerichts“ tituliert. Minister Ziobro fügte analog hinzu, dass die Verfassungsrichter ungeschickterweise um ein Urteil bemüht waren, das unrechtmäßig zustande gekommen sei. Daher bestehe keine Rechtsgültigkeit.
Auf Berufung der Juristen Andrzej Bałaban, Bogusław Banaszak, Genowefa Grabowska, Robert Jastrzębski, Anna Łabno, Mirosław Karpiuk und Bogumił Szmulik manifestierte der Justizminister seinen Standpunkt. Auch diese Rechtsexperten seien der Ansicht, dass das Verfassungsgericht ohne Implementierung der neuen Vorschriften bei der Urteilsfindung fahrlässig gehandelt habe. Kommentatoren wie Marek Chmaj und Ewa Siedlecka zufolge seien nur einige der Autoren Experten des Verfassungsrechts.
Vor der Urteilsbekanntgabe erschien im rechtsgerichteten Internetportal wPolityce.pl ein angeblicher Entwurf des Urteils. Glaubt man dem Autor, kamen auch PO-Abgeordneten in vorzeitigen Besitz des Urteils, was eine Absprache nahe lege. Die vorzeitige Veröffentlichung durch eine unbefugte Personen war bis dato präzedenzlos. Ziobro ließ daher eine Ermittlung einleiten. Auch Rzepliński erstattete bei der Staatsanwaltschaft Anzeige.
Am 17. März 2016 wandte sich der Beauftragte für Bürgerrechte an die Vorsitzende des Legislationszentrums der Regierung (polnisch: Rządowe Centrum Legislacji) Jolanta Rusiniak, um das Motiv für die fehlende Urteilsveröffentlichung erläutern zu lassen. Rusiniak antwortete, dass die Veröffentlichung von Urteilen im Zuständigkeitsbereich der Ministerpräsidentin liege.
Über 1700 Bürger und verschiedene Organisationen reichten aufgrund der der ausgebliebenen Veröffentlichung Strafanzeige bei der Staatsanwaltschaft ein.
Am 27. April 2016 weigerte sich die Staatsanwaltschaft Praga, gegen den Staatsdienst zu ermitteln. Der örtliche Staatsanwalt Paweł Blachowski begründete seine Entscheidung damit, dass bei der Premierministerin und ihren unterstellten Mitarbeitern keine Anzeichen von Pflichtverletzung vorliegen.
Die Staatsanwaltschaft erklärte, die Regierung sei verpflichtet, die Legalität von Verfassungsgerichtsurteilen zu verifizieren, nannte jedoch dazu keine Rechtsgrundlage. Zuvor wurden jene Staatsanwälte von der Ermittlung ausgeschlossen, die für die Einleitung eines Verfahrens plädierten. Das Amtsgericht Śródmieście machte die Entscheidung der Staatsanwaltschaft rückgängig, sodass die Staatsanwaltschaft Praga am 15. November 2016 das Ermittlungsverfahren einleitete.
In den weiteren Verfahren des Verfassungsgerichts äußerten die Richter Przyłębska, Pszczółkowski und Jędrzejewski in Sondervoten, dass die Urteile ohne Anwendung des Gesetzes keine Legitimität besäßen. Auch habe das Urteil in der Rechtssache K 47/15 keine Gültigkeit, weil keine Veröffentlichung erfolgte.
In mehreren Urteilen wies das Verwaltungsgericht der Woiwodschaft (polnisch: wojewódzki sąd administracyjny) Klagen ab, die Beata Szydło und dem Legislationszentrum der Regierung Untätigkeit im Zuge der fehlenden Urteilsveröffentlichung vorwarfen. In der Begründung hieß es dazu, dass ein Verwaltungsgericht keine Kompetenzen besäße diese Angelegenheit zu untersuchen. Am 25. April 2017 hat das Oberste Verwaltungsgericht (polnisch: Naczelny Sąd Administracyjny) eine Kassationsklage zu dem Entschluss abgewiesen.
Auch unter den nachträglich zwischen 27. September und 13. Dezember 2016 veröffentlichten Urteilen fehlte das Judikat vom 9. März 2016.
Im Februar 2017 stellte die Staatsanwaltschaft Praga das Verfahren in Bezug auf Nichtveröffentlichung des Urteils ein, weil dieser Entschluss dem öffentlichen Interesse diktiert sei. Es sei inakzeptabel, Gerichtsentscheidungen in den Rechtsverkehr (polnisch: obrót prawny) einzubetten, die der geltenden Rechtsordnung widersprächen.

#### Rechtlicher Dualismus
Am 7. März 2016 erschien angesichts der Bekanntmachung des Sejmmarschalls eine Konsolidierte Fassung über das Verfassungsgerichtshofgesetz, welches die für verfassungswidrig erklärte Gesetzesnovelle vom 22. Dezember 2015 enthält.
Die Unternehmen Wolters Kluwer und C.H.Beck ließen die von der Regierung nicht veröffentlichten Urteile trotzdem in ihre Rechtsinformationssysteme Lex und Legalis aufnehmen.
Am 8. August 2016 vergab das Oberste Verwaltungsgericht ein Verdikt auf Grundlage des Verfassungsgerichtsurteils vom 28. Juni 2016, obwohl es nicht im Gesetzblatt erschien.
Am 16. August 2016 publizierte das Kabinett Szydło 21 säumige Judikate des Verfassungsgerichts, nicht jedoch die Urteile vom 9. März und 11. August 2016.
Im Frühjahr 2017 entfernte das Verfassungsgericht unter neuer Leitung die nichtveröffentlichten Urteile von seiner Internetseite.

### Bestrebungen zur Problemlösung
Am 31. März 2016 trat erstmals ein vom Sejmmarschall Marek Kuchciński einberufenes Expertengremium, darunter 15 Rechtsexperten, zur Problemlösung zusammen. Es veröffentlichte einen Bericht in polnischer und englischer Sprache. Die Expertise analysierte das Gutachten der Venedig-Kommission zum Verfassungsstreit, den Entstehungsgrund des Dissens auf politisch-gesetzlicher Ebene und erarbeitete für den Gesetzgeber zehn Lösungsvorschläge.
Am 31. März 2016 folgte ein Treffen mehrerer Parteirepräsentanten, darunter der Chef der Regierungspartei Jarosław Kaczyński sowie Grzegorz Schetyna (PO), Paweł Kukiz (Kukiz'15), Ryszard Petru (Nowoczesna), Władysław Kosiniak-Kamysz (PSL), Przemysław Wipler (KORWiN), Włodzimierz Czarzasty (SLD) und Agnieszka Dziemianowicz-Bąk (Partia Razem).
Am 14. April 2016 wählte der Sejm Zbigniew Jędrzejewski zum neuen Verfassungsrichter an Stelle von Miroslaw Granat. Oppositionspolitiker verabredeten, die Wahl zu boykottieren. Nachdem sich die Kukiz-Abgeordnete Małgorzata Zwiercan dieser Vereinbarung widersetzt und im Namen von Kornel Morawiecki zweimal abgestimmt hatte, wurde sie aus dem Parlamentsklub ausgeschlossen. Die Opposition forderte die vakante Stelle im Gericht mit einem der drei legal, während der 7. Legislaturperiode gewählten Richter zu besetzen.
Der Verfassungsrichter Piotr Pszczółkowski (von der PiS vorgeschlagen) plädierte das Gerichtsurteil vom 14. Juni 2016 im Gesetzblatt zu veröffentlichen. Dies kritisierten Vertretern der PiS.

### Meinungsverschiedenheit im Verfassungstribunal
Dem Angestellten des Gerichtshofes Kamil Zaradkiewicz (damals Vorsitzender der Arbeitsgruppe für Rechtsprechung und Studien; polnisch: dyrektor zespołu orzecznictwa i studiów) wurde untersagt, sich zum Verfassungsgericht medial zu äußern. Ihm wurde die Amtsniederlegung nahegelegt. Dem vorangegangen war ein Zeitungsinterview in der Rzeczpospolita, in dem er die Endgültigkeit von Urteilen des Verfassungsgerichtes angezweifelt hatte. Am 27. Juni 2016 wurde Zaradkiewicz degradiert, wogegen er im Juli 2016 Widerspruch einlegte.
Zu seiner Verteidigung unterschrieben 21 Mitglieder des Fachbereichsrates für Recht und Verwaltung der Universität Warschau sowie sechs Verfassungsrichter ein Protestschreiben an den Gerichtspräsidenten Rzepliński.
Nach seiner Anstellung in einem teilstaatlichen Unternehmen revidierten einige ihren Zuspruch.
In einem Schreiben vom 28. Juni 2018 beklagen die sieben Verfassungsrichter Kieres, Pszczółkowski, Pyziak-Szafnicka, Rymar, Tuleja, Wronkowska-Jaśkiewicz und Zubik Missstände bei der Spruchkörperbesetzung seit dem Amtsbeginn der Gerichtspräsidentin Przyłębska. Sie machen auf undurchsichtige Kriterien bei der Ernennung des Vorsitzenden bzw. Berichterstatters aufmerksam.
Auch komme es häufig zur Änderung festgelegter Besetzungen, die wiederholt nicht begründet werde. Einige Richter werden fast ausschließlich von den Besetzungen ausgeschlossen, die Anträge zum Ausschluss von Richtern betrachten. Das Gesetz über das Verfassungsgericht fordere die Besetzung nach dem Alphabet – mit Ausnahme der Ernennung des Berichterstatters, was jedoch zu begründen sei. Die arbiträre Praxis der Gerichtspräsidentin bei der Spruchkörperbesetzung zerstöre die Neutralität dieser.

### Gesetz vom 22. Juli 2016
Am 29. April 2016 brachten die Parteien PiS und PSL Gesetzesinitiativen über die Arbeitsweise des Verfassungsgerichtshofs in den Sejm ein. Auch am 12. Mai wurde ein Projekt des Komitees zur Verteidigung der Demokratie eingereicht. Dazu wurden über 100.000 Unterschriften gesammelt. Am 5. Juli zog die KOD-Bewegung ihr Projekt jedoch während der zweiten Lesung zurück.
Am 22. Juli 2016 wurde der Gesetzesvorschlag der PiS vom Sejm gebilligt. Die Autoren empfahlen, nach dem chronologischen Eingang der Anträge zu urteilen, alle vor dem 20. Juli gefällten Urteile zu veröffentlichen und die uneingeschränkte Aufnahme der vereidigten Richter in die Rechtsprechung. Der Gesetzesverfasser ermöglichte es zudem einer Gruppe aus mindestens vier Richtern, Urteilsfindungen in „voller Anwesenheit“ vertagen zu können. Bei letzterer Zusammensetzung solle die Anwesenheit eines Generalstaatsanwalts oder seines Vertreters obligatorisch sein.
Das Büro für Parlamentarische Analysen (polnisch: Biuro Analiz Sejmowych) erhielt unter Federführung von Marek Chmaj und Anna Rakowska-Trela ein Gutachten, das die Verfassungsmäßigkeit des neuen Gesetzes in Frage stellt.
Nach Auffassung der Helsinki-Stiftung für Menschenrechte untergrabe das neue Gesetz die Gewaltenteilung und ermögliche eine verfassungsfeindliche Diktatur seitens der Parlamentsmehrheit.
Der Rechtsakt wurde unter anderem vom polnischen Ableger von Amnesty International und dem Bürgerforum für Entwicklung (polnisch: Forum Obywatelskiego Rozwoju) negativ bewertet.
Verbände und Verfassungsorgane baten den Staatspräsident, das Gesetz zu verwerfen oder es auf Verfassungskonformität prüfen zu lassen.
Duda unterschrieb das Gesetz am 30. Juli, wonach es am 1. August im Gesetzblatt veröffentlicht wurde. Diesmal sah der Gesetzgeber auch eine Legisvakanz bis zum 16. August 2016 vor.

### Urteil vom 11. August 2016
Das Gesetz über die Arbeitsweise des Verfassungsgerichtshofs vom 22. Juli 2016 wurde von Abgeordneten der Bürgerplattform, der Nowoczesna sowie der Polnischen Volkspartei angefochten. Parteiunabhängige Klagen wurden dem Verfassungsgericht vom Beauftragten für Bürgerrechte und der Präsidentin des Obersten Gerichts vorgelegt. Das Gericht beschloss das Gesetz während einer nichtöffentlichen Sitzung noch vor Inkrafttreten zu prüfen. Die Stephan-Báthory-Stiftung, die Rechtsanwaltskammer und der Nationalrat der Rechtsanwälte lagen dem Verfassungsgericht als amici curiae Rechtsgutachten vor, indem von der Verfassungswidrigkeit des Gesetzes in seiner Gesamtheit ausgegangen wird. Am 10. August 2016 schloss Kaczyński noch vor Urteilsbekanntgabe eine Veröffentlichung im Urteilsblatt aus. Im Oktober negierte die Staatsanwaltschaft in Betracht der getroffenen Aussage Ermittlungen aufzunehmen. Der entsprechende Antrag dazu wurde durch die Nowoczesna gestellt.
Das Verfassungsgericht entschied am 11. August 2016 in der Rechtssache K 39/16, das Gesetz sei teilweise verfassungswidrig. Neun von zehn eingereichten Rechtsvorschriften wurden vom Gerichtshof angefochten.
Exempli causa: die Aufnahme der drei Richter in die Urteilsfindung, die chronologische Prüfung von Gesetzen, oder die Möglichkeit, Sitzungen durch mindestens vier Richter blockieren zu können. Das Gericht fällte seine Entscheidung in der Anwesenheit von zwölf Richtern. Drei von ihnen (Julia Przyłębska, Piotr Pszczółkowski und Zbigniew Jędrzejewski) legten ein Sondervotum vor. Es kam zu keiner Urteilsveröffentlichung, da das Urteil laut dem Regierungssprecher Rafał Bochenek nicht den gesetzlichen Voraussetzungen entspräche.
Im Februar 2017 stellte die Staatsanwaltschaft Praga das Verfahren in Bezug auf die Nichtveröffentlichung des Urteils vom 11. August 2016 ein, weil dieser Entschluss dem öffentlichen Interesse diktiert sei. Es sei inakzeptabel Gerichtsentscheidungen in den Rechtsverkehr einzubetten, die der geltenden Rechtsordnung widersprächen.
Im Frühjahr 2017 wurde das Urteil von der Internetseite des Gerichtes entfernt.

### Ermittlungen der Staatsanwaltschaft gegen Verfassungsrichter
Nach einem Autounfall dauert seit Mitte 2015 ein Ermittlungsverfahren an, in dem der Richter Lech Morawski verwickelt war. Zwar erklärte ein Sachverständigengutachten, der Unfall sei durch ihn verschuldet, jedoch stellte die Staatsanwaltschaft dies in Frage. Daher stellte die Staatsanwaltschaft Danzig keinen Antrag zur Immunitätsaufhebung.
Am 18. August 2016 informierte die Staatsanwaltschaft in Kattowitz, dass seit 20. Juli 2016 ein Verfahren gegen Andrzej Rzepliński läuft. Er habe im Zuge des Ausschlusses von drei Verfassungsrichtern seine Kompetenzen überschritten.

### Etat des Verfassungsgerichtshofs für das Jahr 2017
Im Oktober 2016 vertagte der Justiz- und Menschenrechtsausschuss auf Antrag des Vorsitzenden, Stanisław Piotrowicz, die Begutachtung des Staatshaushalts im Einzelplan 06 (Etat des Verfassungsgerichtshofs) für den Finanzausschuss. Dem Justiz- und Menschenrechtsausschuss zufolge sei der Generalversammlungsbeschluss des Gerichts über den Etat unrechtmäßig zustande gekommen, da die drei im November 2015 gewählten Richter nicht anwesend waren. Piotrowicz berief sich auf die Einschätzungen von Bogusław Banaszak, Julia Przyłębska, Piotr Pszczółkowski und Zbigniew Jędrzejewski. Die Kommission begutachte den Einzelplan nicht, bis ein Generalversammlungsbeschluss des Gerichtes in Anwesenheit aller 15 Richter zustande kam, so der Ausschussvorsitzende.
Der Staatshaushalt 2017 wurde dennoch mit dem Einzelplans 06 vom Sejm am 16. Dezember 2016 angenommen.

### Urteil vom 7. November 2016
Am 12. August 2016 klagten Abgeordnete von PO und Nowoczesna gegen die Vorschriften des Gesetzes vom 22. Juli 2016, die die Wahl des Gerichtsvorsitzenden und seines Stellvertreters festlegen.
Der Antrag sollte am 7. November 2016 in kompletter Besetzung untersucht werden. Die drei von der PiS nominierten Richter entzogen sich ihrer Anwesenheit. Przyłębska, Pszczółkowski und Jędrzejewski forderten die drei ausgeschlossenen Richter in die Urteilsfindung einzubeziehen. In einer Erklärung verlautbarten die sechs, von der PiS vorgeschlagenen Richter, dass die Vorgehensweise des Vorsitzenden mit der Verfassung unvereinbar sei und die Urteilsfällung in vollständiger Anwesenheit unterbinden würde.
Am 7. November 2016 befand das Gericht in einem gelosten fünfköpfigen Gremium die fraglichen Vorschriften für verfassungsgemäß.

### Boykott des Verfassungsgerichtes
Am 25. Oktober 2016 wurde die Gerichtsverhandlung in der Rechtssache Kp 4/15 vertagt, da der Staatspräsident als Antragssteller keinen Vertreter entsandte. Der Leiter des Pressebüros Marek Magierowski rechtfertigte dies mit dem Ausschluss der drei Richter.
Auch am 29. November 2016 unterblieb ein Urteil, da die berichterstattende Richterin Przyłębska krankheitsbedingt fehlte.
Am 8. November 2016 kam es zu keiner Vollversammlung des Gerichts aufgrund der Abwesenheit von Przyłębska, Jędrzejewski und Pszczółkowski. Infolge des fortbestehenden Ausschlusses von Muszyński, Cioch und Morawski wurde das Quorum von 10 Richtern nicht erfüllt.
Am 10. November 2016 musste das Gericht in der Rechtssache K 6/14 in fünfköpfiger Anwesenheit urteilen. Auch hier war dies mit der Abwesenheit der neu gewählten Richter verbunden.
Am 15. November 2016 fuhr das Gericht Bestrebungen fort eine Verfahrensordnung festzulegen und nahm die Prozedur zur Wahl des neuen Gerichtspräsidenten durch die Vollversammlung auf. Dabei wurde auch diskutiert, wie die verfassungsrechtlichen Pflichten trotz dreier abwesenden Richter zu erfüllen seien. Rzeplinski kündigte an, eine neue Vollversammlung Ende November 2016 auszurufen, die dem Staatspräsidenten Kandidaturen für den neuen Gerichtsvorsitzenden unterbreite.
In einem Interview mit dem rechtsgerichteten Internetportal wPolityce.pl rechtfertigte Przyłębska ihr Boykott der Generalversammlung vom 15. November 2016 damit, dass sie das angeblich unrechtmäßigen Handeln Rzeplinskis nicht legitimiere.

### Vollversammlung des Verfassungsgerichtes vom 30. November 2016
Am 30. November 2016 nahmen die Richter Przyłębska, Pszczółkowski und Jędrzejewski eigenen Angaben zufolge aus gesundheitlichen Gründen an der Vollversammlung nicht teil.
Aufgrund der gesetzlichen Verpflichtung dem Staatspräsidenten bis zum 4. Dezember Kandidaten vorzulegen, wurde die Versammlung in neunköpfiger Anwesenheit abgehalten. Dies verletzte das vorgeschriebene Quorum von zehn Richtern. Kandidaten für das Amt des Verfassungsgerichtspräsidenten wurden Marek Zubik, Stanisław Rymar und Piotr Tuleja.
Das hauseigene Büro unterstrich in dem daraus hervorgegangenen Beschluss an den Präsidenten, dass dieser nicht aus der Vollversammlung hervorgegangen sei, sondern einer Versammlung von Richtern zur Vollversammlung.
Präsident Duda ernannte keinen der vorgeschlagenen Kandidaturen zum Verfassungsgerichtspräsidenten.

### Gesetze vom 30. November und 13. Dezember 2016
Das polnische Parlament regulierte in diesen Gesetzen erneut die Arbeitsweise des Gerichtes sowie den Richterstatus in einem gesonderten Gesetz.
Letzteres führte unter anderem eine Offenlegung der Eigentumsverhältnisse, eine obere Altersgrenze von 70 Jahren und die Verpflichtung des Gerichtspräsidenten, vereidigte Richter in den Prozess der Rechtsprechung zu integrieren, ein.
Das Oberste Gericht,  die Rechtsanwaltskammer  und die Helsinki-Stiftung für Menschenrechte negierten die Verfassungsmäßigkeit.
Gemäß dem neuen Gesetzestext wird das Gericht bis zur Ernennung eines neuen Vorsitzenden von einem kommissarischen Vorsitzenden geleitet, der von dem Staatspräsidenten aus dem Richtergremium eigenmächtig ernannt wird.
In die Urteilsfällung sollten ausnahmslos alle vom Präsident vereidigten Richter zugelassen werden. Auch erklärte das Gesetz Kandidatenvorschläge vor dessen Inkrafttreten für ungültig und legte mit dem 1. Januar 2018 die Auflösung des Verfassungsgerichtsbüro fest. An dessen Stelle werden eine Gerichtskanzlei (Kancelarię Trybunału) und ein Büro des Juristischen Dienstes (pl. Biuro Służby Prawnej Trybunału) geschaffen. Werden keine neuen Arbeitsverträge angeboten, erlöschen alle Arbeitsverhältnisse der Gerichtsmitarbeiter am 31. Dezember 2017.
Der Bürgerrechtsbeauftragte Bodnar legte zu dem Gesetz Verfassungsklage ein. Diese wies das Gericht am 24. Oktober 2017 ab.

### Neue Vorsitzende des Verfassungstribunals
Mit dem 19. Dezember 2016 endete die Amtszeit des Gerichtspräsidenten Andrzej Rzepliński. Am gleichen Tag erschienen im Gesetzesblatt die drei von Präsident Duda unterschriebenen Gesetze über das Gericht. Daher konnte nun Julia Przyłębska zur interimistischen Vorsitzenden gewählt werden.
In ihrer ersten Amtshandlung erlaubte sie den drei Richtern mit ungeklärtem Status Henryk Cioch, Lech Morawski und Mariusz Muszyński bei der Urteilsfällung teilzunehmen.
Überdies verschwanden von der Internetseite des Tribunals die vom Sejm der 7. Legislaturperiode gewählten Richter Roman Hauser, Andrzej Jakubecki und Krzysztof Ślebziak, die durch den Präsidenten nicht vereidigt wurden.
Auch wurde das Informationsportal Obserwator Konstytucyjny (deutsch Verfassungsbeobachter) aufgegeben, wobei es unter privater Initiative unter der Adresse niezniknelo.pl weiterhin figuriert.
Noch am gleichen Tag wurde eine Vollversammlung des Verfassungstribunals einberufen. In Anwesenheit von 14 Richtern enthielten sich acht davon, bei der Wahl zum Kandidaten für das Amt des Gerichtspräsidenten eine Stimme abzugeben, weil die zügige Sitzung dem Richter Stanisław Rymar die Teilnahme an diesem Tage urlaubsbedingt nicht ermöglichte.
Seinen Vorschlag, die Versammlung am Folgetag abzuhalten, lehnte der kommissarischen Vorsitzenden ab.
Die Wahlprozedur stieß auf Bedenken bei einigen Rechtsexperten.
Während der Vollversammlung wurden sechs Stimmen abgegeben. Mit Ausnahme von Piotr Pszczółkowski gaben die übrigen sechs von der PiS-Partei vorgeschlagenen Richter ihre Stimme ab.
Pszczółkowski befand die Versammlung für unrechtmäßig, weil das bisher gültige Gesetz die Anwesenheit aller 15 Richter vorschrieb. Erst durch Geltung des neuen Gesetzes ab 3. Januar 2017 wäre dieses Vorgehen möglich.
Die übrigen sieben Richter verkündeten, dass zur Gültigkeit des Beschlusses der Vollversammlung mindestens die Hälfte der 15 Richter abstimmen müssten. Anstatt zwei gesonderter Wahlen über die Kandidaten an sich und schließlich die Beschlussfassung an den Präsidenten sei nur ersteres durchgeführt worden.
Das Gericht nominierte Julia Przyłębska (fünf Stimmen) und Mariusz Muszyński (eine Stimme).
Am 21. Dezember 2016 erklärte Präsident Duda Julia Przyłębska zur neuen Vorsitzenden des Tribunals.
Am 19. Dezember 2016 verkündete Andrzej Wróbel sein Amt als Verfassungsrichter niederzulegen und stattdessen an das Oberste Gericht zu wechseln. Nach eigenen Aussagen wollte er damit gegen die Politik der Regierung gegenüber dem Verfassungstribunal protestieren.
Am 29. Dezember 2016 erschienen im Gesetzesblatt 15 ausstehende Urteile im Zeitraum zwischen dem 27. September und dem 13. Dezember 2016, wobei drei Urteile auch weiterhin unveröffentlicht bleiben.
Im Frühjahr 2017 wurden die nichtveröffentlichten Urteile vom 9. März 2016, 11. August 2016 sowie 7. November 2016 von der Internetseite des Verfassungsgerichtes entfernt.
Mariusz Muszyński begründete diesen Schritt damit, dass die Urteile unter Missachtung des Verfassungsgerichtsgesetzes gefällt worden seien. Die entfernten Urteile wurden im Juni 2017 auf der Internetseite des Bürgerrechtsbeauftragten veröffentlicht.

### Anfechtung der Wahl von drei Verfassungsrichtern durch den Generalstaatsanwalt
Am 11. Januar 2017 stellte der Generalstaatsanwalt Ziobro einen Antrag zur Prüfung von Beschlüssen des Sejm der 6. Legislaturperiode aus dem Jahre 2010 über die Rechtmäßigkeit der Wahl von Stanisław Rymar, Piotr Tuleja und Marek Zubik. Nach Einschätzung von Ziobro sei es bei den Beschlüssen zu einem Verfassungsbruch gekommen. Die drei Richter seien durch den damaligen Sejm in gemeinsamer Wahl und Beschlussfassung ernannt worden, obwohl die Verfassung ein individuelles Verfahren vorschreibe. Am 13. Januar 2017 stellte der PiS-Vorsitzende Jarosław Kaczyński in der Nachrichtenagentur PAP fest, dass die Überprüfung von Sejm-Entscheidungen außerhalb des Kompetenzbereiches des Verfassungstribunals liegen würde.
Auch Sejm und Bürgerrechtsbeauftrager äußerten sich ähnlich. Weitere Kritik kam vom Landesrat für Gerichtsbarkeit und einem Expertengremium der Báthory-Stiftung.
Die Vorsitzende Przyłębska bestimmte zur Prüfung des Antrages ein dreiköpfiges Gremium (Julia Przyłębska, Mariusz Muszyński und Michał Warciński), die am 13. Juli 2017 erfolgen sollte.
In einer Pressemitteilung gab das Gericht bekannt, dass die Sitzung vertagt wurde. Vorerst werde ein weiterer Antrag des Bürgerrechtsbeauftragten untersucht, der den Ausschluss eines Richters ersuchte.

### Einfluss der Verfassungskrise auf die Effizienz des Verfassungsgerichts
Im Jahr 2016 sank die Anzahl eingehender Fragen ordentlicher Gerichte an das Verfassungsgericht von 135 im Vorjahr auf 21.
Im März 2017 zog der Landesrat für Gerichtsbarkeit alle Anträge beim Verfassungsgericht zurück aufgrund der Einbeziehung der „Richter-Doubles“ in die Rechtsprechung.
Unter Leitung der neuen Präsidentin Przyłębska werden im Vergleich zu ihrem Vorgänger weniger Urteile (2014: 71, 2015: 63, 2016: 39, 2017: 36) gefällt und auch weniger Fälle (2014: 530, 2015: 623, 2016: 360, 2017: 284) vorgetragen. Trotzdem kam es zu einem weiteren Anstieg nicht bearbeitender Fälle (2014: 8, 2015: 28, 2016: 51, 2017: 60).

### Tod von Lech Morawski
Am 12. Juli 2017 verstarb Lech Morawski und damit einer von drei unrechtmäßig gewählten Richtern durch die 8. Wahlperiode.
Nach Auffassung des Konstitutionalisten Jacek Zaleśny der Universität Warschau weise gemäß dem römischen Grundsatz Ex iniuria ius non oritur (deutsch: Aus Unrecht entsteht kein Recht) auch der Nachfolger von Morawski, der anstelle von Krzysztof Ślebzak vereidigt wird, jenen rechtlichen Status auf.
Am 15. September 2017 wurde für die vakante Stelle der PiS-Kandidat Justyn Piskorski vom Sejm mehrheitlich angenommen.

### Nachträgliche Urteilsveröffentlichung
Gemäß einem Änderungsgesetz, das der Staatspräsident am 2. Mai 2018 unterzeichnete, hat die Gerichtsvorsitzende in sieben Tagen (bis 30. Mai 2018) nach Inkrafttreten eine Anordnung zu erteilen, wonach die ausständige Veröffentlichung der Urteile vom 9. März, 11. August und 7. November 2016 im Gesetzblatt erfolgt. Die Urteile wurden am 5. Juni 2018 veröffentlicht – mit der nachträglichen Bemerkung, dass die Urteile entgegen damals geltender Vorschriften gefällt worden seien.

### Entscheidung vom 7. Oktober 2021
Am 7. Oktober 2021 entschied das Verfassungsgericht, dass das polnische Verfassungsrecht Vorrang vor dem EU-Recht habe. Die EU-Kommission zeigte sich sehr „besorgt“ darüber und werde „alle Mittel“ ausschöpfen, damit das EU-Recht in Polen gewahrt bleibe, sagte EU-Justizkommissar Didier Reynders. Der französische EU-Staatssekretär Clément Beaune nannte diese Entscheidung einen „Angriff gegen die EU“. „Es besteht das Risiko eines De-facto-Austritts“ Polens aus der EU. Die österreichische Europaministerin Karoline Edtstadler nannte das Urteil „dramatisch“.
Luxemburgs Außenminister Jean Asselborn nannte das Urteil „sehr besorgniserregend“. „Der Vorrang des europäischen Rechts ist wesentlich für die Integration Europas und das Zusammenleben in Europa. Wenn dieses Prinzip gebrochen wird, wird das Europa, wie wir es kennen und wie es mit den Römischen Verträgen aufgebaut wurde, aufhören zu existieren“. Lediglich die ungarische Regierung unter Ministerpräsident Viktor Orbán begrüßte die Entscheidung des polnischen Verfassungsgerichtes am 9. Oktober 2021. Orban steht wegen der Gängelung der Medien seit Jahren in der Kritik der EU-Institutionen und der europäischen Öffentlichkeit.

## Justizreformen

### Ordentliche Gerichte
Am 12. Juli 2017 nahm der Sejm eine Gesetzesnovelle über die ordentlichen Gerichte in dritter Lesung an. Der Staatspräsident unterschrieb es am 24. Juli 2017. Der Justizminister ist während einer Übergangszeit von sechs Monaten befugt, jeden Gerichtsvorsitzenden und seinen Stellvertreter abzuberufen ohne vorher die Stellungnahme des Landesrates für Gerichtsbarkeit einholen zu müssen. Danach ist eine negative Stellungnahme zur Absetzung eines Vorsitzenden für den Minister bindend, wenn der Beschluss mit Zweidrittelmehrheit entstand. Bei der Berufung von Vorsitzenden entfällt die obligatorische Zustimmung der Richter im entsprechenden Gericht bzw. des Landesrates. Das Rentenalter wurde hierbei von 67 Jahren auf 65 für Richter und 60 für Richterinnen gesenkt. Eine eventuelle Verlängerung obliegt dem Justizminister. Der Minister darf Richter befördern und Gerichtsvorsitzende mit Gehaltszusätzen belohnen. Auch kann er die Beseitigung von Missständen anordnen. Richtern werden nun Rechtsfälle im Losverfahren zugeteilt mit Ausnahme des Bereitschaftsdienstes.
Frauen können bis zum 65. Lebensjahr im Amt bleiben, ohne ein Einverständnis beim Justizminister einholen zu müssen. Sie können weiterhin ab dem Alter von 60 Jahren in den Ruhestand gehen. Bei Abberufung von Vorsitzenden wird das Gerichtskollegium einbezogen. Der Landesrat, zuvor der Justizminister, kann das Eintrittsalter in den Ruhestand auf das 70. Lebensjahr anheben.

### Landesrat für Gerichtsbarkeit
| Zusammensetzung | Ausgangslage | Gesetzesnovelle vom 12. Juli 2017 (Veto des Staatspräsidenten am 31. Juli 2017) | präsidentielle Gesetzesnovelle vom 8. Dezember 2017 |
| --------------- | --- | --- | --- |
| Zusammensetzung | Justizminister, Vorsitzender des Obersten Gerichts, Vorsitzender des obersten Verwaltungsgerichts, ein Repräsentant des Präsidenten, vier gewählte Abgeordnete durch den Sejm, zwei gewählte Senatoren durch den Senat. | | |

Zusammensetzung der Räte für das Justizwesen nach dem Ernennungsverfahren im europäischen Vergleich (Stand: 2015)

| Zusammensetzung | - zwei, durch die Richter-Vollversammlung des Obersten Gerichts, gewählte Richter des Obersten Gerichts; - zwei, durch die Richter-Vollversammlung der Verwaltungsgerichte, gewählte Richter der Verwaltungsgerichte; - zwei aus der Mitte der Vertreterversammlung von Appellationsgerichten; - acht aus der Mitte der Vertreterversammlung von Bezirksgerichten; - einer aus der Mitte der Richterversammlung der Militärgerichte. Gemäß Verfassung beträgt die Amtszeit vier Jahre. | 15 Richter aus dem Obersten Gericht, den ordentlichen Gerichten sowie den Verwaltungs- und Militärgerichten werden vom Sejm mit einfacher Mehrheit (Polen) gewählt. Das Vorschlagsrecht besitzt unter anderem eine Gruppe aus 25 Staatsanwälten. Befürworter: mehr demokratischer Einfluss; Aufbrechen verkrusteter und hierarchischer Strukturen. Gegner: parteiische Einflussnahme; vorzeitiges Erlöschen der konstitutionellen Amtszeit von vier Jahren. | 15 Richter aus dem Obersten Gericht, den ordentlichen Gerichten sowie den Verwaltungs- und Militärgerichten werden vom Sejm mit qualifizierter Dreifünftelmehrheit gewählt. Das Vorschlagsrecht steht ausschließlich einer Gruppe von mindestens 2.000 Bürgern oder mindestens 25 amtierenden Richtern zu. Jedem Parlamentsklub wird die Kandidatenliste übergeben, wovon jeder Klub maximal neun Personen zur Wahl nominieren kann. Sofern aus den vorgeschlagenen Kandidaten weniger als 15 nominiert werden, ergänzt das Sejm-Präsidium entsprechend. Der zuständige Parlamentsausschuss legt eine Liste aus 15 Kandidaten fest. Sollte bei der anschließenden Wahl im Sejm keine qualifizierte Dreifünftelmehrheit erreicht werden, erfolgt die Wahl mit absoluter Mehrheit (Polen). Auch hier erlischt die Amtszeit aller bisherigen Ratsmitglieder vorzeitig. |
| Struktur        | Der Rat ist ein einheitliches Organ. | Der Rat wird in zwei Kammern aufgeteilt, welche die 15 vom Sejm gewählten Richter von den restlichen Mitgliedern trennen. Richter-Ernennungen erfolgen unter Zustimmung beider Kammern. Eine Ernennung wird darüber hinaus bei der Akzeptanz aller 15 Richter und den Vorsitzenden vom Obersten Gericht und Verwaltungsgericht erteilt. Befürworter: Beide Kammern sind gleichberechtigt; das Bundesverfassungsgericht unterteilt sich in zwei Senate, obwohl dies nicht aus dem Grundgesetz hervorgeht. Gegner: Die erste Kammer besteht mehrheitlich aus Politikern und kann dementsprechend die restlichen Richter überstimmen. Entscheidungen der 15-köpfigen Kammer können blockiert werden. Die Verfassung versteht den Landesrat als einheitliches Organ. | Der Rat ist ein einheitliches Organ. |

Die OSZE-Gesandte Anne-Lise Chatelain machte während der Begutachtung des Projekts im Senat darauf aufmerksam, dass die Richterwahl durch den Sejm unvereinbar mit den europäischen Standards sei. Am 21. Dezember 2017 unterschrieb Präsident Duda seine eingereichte Gesetzesnovelle.
Insgesamt gingen 18 Vorschläge ein, wovon ausschließlich PiS (neun Richter) und Kukiz’15 (sechs Richter) zur Wahl nominierten. Kritisch aufgefasst wird die Nähe zum Justizminister bei mehreren Kandidaten. Der Justiz- und Menschenrechtsausschuss gab dem Parlament am 5. März 2018 die aus 15 Personen bestehende Kandidatenliste zur Wahl (Stimmverhältnis 18 zu 10). Gewählt wurde en bloc ausschließlich unter Teilnahme der beiden Parteien: 269 von 460 Abgeordnete haben an der Wahl partizipiert, wovon mit Ausnahme von zwei Enthaltungen alle Abstimmenden für die Liste stimmten. Damit wurde die Dreifünftelmehrheit von 162 Stimmen erreicht. Florian Hassel schreibt in der Süddeutschen von einem „Rat der Unqualifizierten“, der aus „vormalige[n] Untergebene[n] des Justizministers, Schulfreunde[n], Ehefrauen von mit ihm bekannten Richtern“ bestehe. Der Autor konstatiert, dass „sie sich früher ebenso oft wie erfolglos um hochrangige Richterämter bewarben“.

### Oberstes Gericht
| Richter           | Ausgangslage | Gesetzesnovelle vom 20. Juli 2017 (Veto des Staatspräsidenten am 31. Juli 2017) | präsidentielle Gesetzesnovelle vom 8. Dezember 2017 |
| ----------------- | --- | --- | --- |
| Richter           | Außer im Falle von Rechtsverstößen können die Richter bis zu ihrem 70. Lebensjahr nicht abgesetzt werden. Der Vorsitzende des Obersten Gerichts wird für eine sechsjährige Amtszeit durch den Staatspräsidenten ernannt, welcher zwischen zwei, von der Richter-Vollversammlung des Obersten Gerichts gewählten Kandidaten, zu entscheiden hat.                                   | 14 Tage nach Inkrafttreten des Gesetzes übermittelt der Justizminister dem Landesrat für Gerichtsbarkeit einen Antrag mit Richtern, die auch weiterhin im Amt verbleiben sollen. Auf dessen Grundlage trifft der Landesrat innerhalb 14 Tage nach dem Erhalten des Antrags einen unverbindlichen Beschluss hinsichtlich jeden genannten Richters an den Staatspräsidenten. Der Präsident entscheidet schlussendlich, ob der jeweilige Richter weiter im Amt verbleibt (da dies anhand der vom Justizminister genannten Richter geschieht, kann ohne seine Zustimmung kein Richter im Amt verbleiben) oder in den Ruhestand versetzt wird. In gegenseitiger Vereinbarung zwischen Justizminister und Richter darf letzterer in ein ordentliches Gericht versetzt werden. Der Vorsitzende des Obersten Gerichts wird für eine sechsjährige Amtszeit durch den Staatspräsidenten ernannt, welcher zwischen fünf, von der Richter-Vollversammlung des Obersten Gerichts gewählten Kandidaten, zu entscheiden hat. Die bisher amtierende Vorsitzende wird trotz ihrer konstitutionellen Amtszeit vorzeitig entlassen. | Der Vorsitzende des Obersten Gerichts wird für eine sechsjährige Amtszeit durch den Staatspräsidenten ernannt, welcher zwischen fünf, von der Richter-Vollversammlung des Obersten Gerichts gewählten Kandidaten, zu entscheiden hat. Die bisher amtierende Vorsitzende kann trotz ihrer konstitutionellen Amtszeit vorzeitig entlassen werden. |
| Struktur          | Das Gericht unterteilt sich in vier Kammern: Zivilsachen; Strafsachen; Arbeit, Sozialversicherungen und öffentliche Angelegenheiten; Militär. | Das Gericht unterteilt sich in drei Kammern: öffentliches Recht; Privatrecht; Disziplinarverfahren. Zuvor wurden Disziplinarverfahren in einem Gremium aus drei Richtern geprüft. Nach dem neuen Gesetzestext wird das Verfahren lediglich einem Richter übergeben. Richter der Disziplinarkammer werden hinsichtlich des Einkommens besser gestellt. | Das Gericht unterteilt sich in fünf Kammern: Zivilsachen; Strafsachen; Arbeit und Sozialversicherungen; außerordentliche Kontrolle und öffentliche Angelegenheiten; Disziplinarverfahren. Richter der Disziplinarkammer werden hinsichtlich des Einkommens besser gestellt. |
| Voraussetzungen   | Für eine Anstellung am Obersten Gericht sind folgende Voraussetzungen zu erfüllen: polnische Staatsangehörigkeit, uneingeschränkter Anspruch auf die Verwendung des öffentlichen und Privatrechts, zehnjährige Arbeitstätigkeit als: Richter; Staatsanwalt; (stellvertretender) Vorsitzender beziehungsweise Berater der Generalstaatsanwaltschaft; Anwalt; Rechtsberater; Notar. | Zusätzlich darf die Person nicht rechtskräftig für eine vorsätzliche Straftat verurteilt worden sein. Die vorgeschriebene Berufserfahrung wurde in der Novelle herabgesetzt. Weiterhin muss ausschließlich eine polnische Staatsangehörigkeit vorliegen. | Die vorausgesetzten Qualifikationen werden nicht aufgeweicht, jedoch darf der Anwärter nicht rechtskräftig für eine vorsätzliche Straftat verurteilt worden sein. Es muss ausschließlich eine polnische Staatsangehörigkeit vorliegen. |
| Ruhestand         | Ein Richter wird mit dem Vollenden des 70. Lebensjahres in den Ruhestand versetzt. Eine Verlängerung ist möglich, sofern ein entsprechender Antrag an den Vorsitzenden des Obersten Gerichts gestellt wird. Es ist ein ärztliches Attest vorzuweisen. | Die Altersgrenze wird auf 65 Jahre herabgesetzt, wobei Frauen schon mit 60 Jahren in den Ruhestand gehen dürfen. Eine Verlängerung setzt ein ärztliches Attest voraus, wobei die Einwilligung nun dem Landesrat für Gerichtsbarkeit unter Vermittlung des Justizminister obliegt. | Die Altersgrenze wird auf 65 Jahre herabgesetzt, wobei Frauen schon mit 60 Jahren in den Ruhestand gehen dürfen. Eine Verlängerung setzt ein ärztliches Attest voraus, wobei die Einwilligung nun dem Staatspräsidenten obliegt. Die Verlängerung kann höchstens zweimal für jeweils drei weitere Jahre erteilt werden. |
| Verfahrensordnung | Die Verfahrensordnung wird von der Richter-Vollversammlung des Obersten Gerichts bestimmt. | Die Verfahrensordnung wird auf Antrag des Justizministers nach Anhörung des Landesrates durch den Staatspräsidenten festgelegt. | Die Verfahrensordnung wird durch den Staatspräsidenten nach Anhörung des Kollegiums des Obersten Gerichts festgelegt. |
| Beratung          | Das Oberste Gericht darf im Zuge des Gesetzgebungsverfahrens Beurteilungen abgeben (bis zu diesem Zeitpunkt wurden über dreiviertel der vorgeschlagenen Änderungsvorschläge angenommen). | Das Oberste Gericht hat keine Befugnisse Gesetzesprojekte zu beurteilen. | Das Oberste Gericht darf im Zuge des Gesetzgebungsverfahrens Beurteilungen abgeben. |
| Sonstiges         | | | In den Kammern für außerordentliche Kontrolle und öffentliche Angelegenheiten sowie Disziplinarverfahren werden vom Senat gewählte Laienrichter beisitzen. Zusätzlich wird die sogenannte außerordentliche Beschwerde (polnisch: Skarga nadzwyczajna) eingeführt, womit unter anderem über den Generalstaatsanwalt, den Beauftragten für Bürgerrechte, einer Gruppe aus mindestens 30 Abgeordneten oder 20 Senatoren oder dem Vorsitzenden der Polnischen Finanzaufsichtsbehörde rechtskräftige Urteile angefochten werden können. |

Diego García Sayán von den Vereinten Nationen kritisierte, dass der Grundsatz der Unabsetzbarkeit von Richtern gebrochen werde. Zwar habe die Regierung bei der Einführung der Justizreformen stets auf eine „Effizienzsteigerung des Gerichtssystems“ verwiesen, die Absicht der Justizreform sei jedoch vor allem, „den verfassungsmäßig geschützten Grundsatz der Unabhängigkeit der Justiz zu behindern und der Legislative und Exekutive die Möglichkeit zu geben, in die Judikative einzugreifen“. Am 21. Dezember 2017 unterschrieb Duda das präsidentielle Gesetz über das Oberste Gericht.
Die Gesetzesänderung vom 12. April 2018 sieht vor, dass jede Prozedur zur Einsetzung in das Amt des (Ersten) Vorsitzenden des Obersten Gerichts, welche am Vortag des Inkrafttretens noch nicht abgeschlossen war, eingestellt wird. Bis zur Ernennung des (Ersten) Vorsitzenden bestimmt der Staatspräsident einen Richter des Obersten Gerichts, der die Leitung des Gerichtes bzw. einer Kammer übernimmt. Der Gesetzgeber sieht die Anwendung dieses Verfahrens nun bei generellem Freiwerden der genannten Ämter vor und nicht nur bei der Zwangspensionierung. Allein der Vorsitzende verfügt über das Budget der Disziplinarkammer. Der Erste Vorsitzende hat somit kein Mitspracherecht mehr. Dem Gutachten des Obersten Gerichtes nach bestätige sich erneut die Annahme, dass es sich bei der Disziplinarkammer um ein vom Obersten Gericht separates und unabhängiges Gericht handele, welches die polnische Verfassung nicht kenne.
Mit der Gesetzesänderung vom 10. Mai 2018 wurde die außerordentliche Beschwerde gegen Urteile, die nach dem 17. Oktober 1997 aber vor dem Inkrafttreten der Änderung rechtskräftig wurden, eingeschränkt, indem sie nur noch über den Generalstaatsanwalt oder den Beauftragten für Bürgerrechte eingereicht werden kann. Die Europäische Kommission empfahl die außerordentliche Beschwerde abzuschaffen, da sie der Rechtssicherheit entgegenstünde. Schärfere Kritik übte die Venedig-Kommission: Da die außerordentliche Beschwerde auch auf Urteile angewendet werden kann, die vor der Einführung dieses Rechtsinstituts rechtskräftig wurden, sei sie in dieser Hinsicht schlechter als das System in der Sowjetunion und ihren Satellitenstaaten. Bei der Verlängerung des Pensionsalters hat der Staatspräsident die Stellungnahme des KRS einzuholen, die für ihn jedoch nicht verbindlich ist.
Durch die Gesetzesänderung vom 20. Juli 2018 sind Kandidaten für den Ersten Vorsitzenden des Obersten Gerichts bereits nach der Besetzung von zwei Dritteln der Gesamtrichterzahl (120) zu wählen. Damit sinkt die vorausgesetzte Besetzung von 110 auf 80 Richter. Der Landesrat für Gerichtsbarkeit kann eine Stellungnahme zu einem Bewerber für ein Richteramt am Obersten Gericht selbst dann abgeben, wenn dieser seine Berufserfahrung und/oder wissenschaftlichen Leistungsausweis nicht vorgelegt hat.
Am 24. Mai 2018 kam es zu einer Bekanntmachung der freien Stellen am Obersten Gericht durch den Staatspräsidenten, die auch an das Legislationszentrum der Regierung zwecks Veröffentlichung im Amtsblatt der Republik Polen Monitor Polski übermittelt wurde. Die Bekanntmachung wurde erst am 29. Juni 2018 veröffentlicht (womit erst ab diesem Zeitpunkt die Prozedur zur Besetzung von 44 freien Stellen begann), was der Kanzleileiter des Ministerrates Dworczyk bereits zuvor mit gewissen Klarstellungen und Präzisierungen in dieser Sache rechtfertigte. Einige Experten kontestieren die Bekanntmachung, weil sie vom Premierminister nicht gegengezeichnet ist (Art. 144 Abs. 2 der polnischen Verfassung. Abgerufen am 31. August 2018.). Wie aus der Korrespondenz zwischen den Kanzleien des Präsidenten und des Premierministers hervorgeht, wurde dies auch von letzterem infrage gestellt, was zu der späten Veröffentlichung im »Monitor Polski« führte.
Die Erste Vorsitzende des Obersten Gerichts Małgorzata Gersdorf hat sich zur im Gesetz vorgeschriebenen Frist nicht an den Staatspräsidenten zwecks Verlängerung ihrer Altersgrenze gewandt. Sie betrachtet die Rückwirkung, also die Herabsetzung des Pensionsalters für bereits am Obersten Gericht urteilende Richter, als verfassungswidrig. Weiterhin werde gegen die in der Verfassung festgelegte Amtszeit von sechs Jahren für den Ersten Vorsitzenden des Gerichts verstoßen. Die Generalversammlung des Obersten Gerichts hat am 28. Juni 2018 einen einstimmigen Beschluss getroffen. Demnach verbleibe Gersdorf nach Artikel 183 Absatz 3 der polnischen Verfassung bis zum 30. April 2020 im Amt. Die Kanzlei des Präsidenten der Republik Polen und die Kanzlei des Premierministers sind hingegen der Auffassung, dass sie sich mit Inkrafttreten entsprechender Vorschriften im Ruhestand befinde.
In einem Schreiben vom 27. April 2018 bekundete der Richter des Obersten Gerichts Józef Iwulski seine Absicht bis zum 70. Lebensjahr im Amt bleiben zu wollen, ohne dabei eine Rechtsgrundlage noch ein ärztliches Attest vorzuweisen. Trotzdem verkündete die Kanzlei des Präsidenten, dass Iwulski die Amtsgeschäfte des Ersten Vorsitzenden ab dem 4. Juli 2018 kommissarisch übernehmen werde. Iwulski selbst bestreitet, dass er der Nachfolger von Małgorzata Gersdorf sei. Er vertrete sie lediglich während ihrer Abwesenheit. Da Iwulski zu diesem Zeitpunkt bereits 66 Jahre alt war und er keine gesetzmäßige Anhebung seines Pensionsalters beantragt habe, wird Duda mit dem Vorwurf konfrontiert sein eigenes Gesetz gebrochen zu haben.
An einer Verhandlung aus dem Bereich der Sozialversicherungen waren ebenfalls Richter beteiligt, die schon das 65. Lebensjahr vollendet hatten. Um die Rechtmäßigkeit der Spruchkörperbesetzung zu überprüfen, wurden dem EuGH im Rahmen des Vorabentscheidungsverfahrens fünf Vorlagefragen gestellt, die inhaltlich wie folgt zusammengefasst werden können:
1. Die Vereinbarkeit der vorzeitigen Pensionierung mit dem EU-Vertrag, dem AEU-Vertrag sowie der EU-Grundrechtecharta.
2. Die Zulässigkeit der gesetzlichen Kompetenz des Staatspräsidenten das Pensionsalter zu verlängern.
3. Ob die Pensionierung von Richtern durch die Exekutive keine Altersdiskriminierung darstellt.
4. Wie das Verbot der Altersdiskriminierung effektiv umgesetzt werden soll.
5. Wie ein nationales Gericht den Status quo bis zum Urteil des EuGH erhalten kann.

Außerdem hat das Oberste Gericht am 2. August 2018 einen Beschluss erlassen, womit die Anwendung einzelner Vorschriften ausgesetzt wird. Konkret geht es um das auf 65 Jahre herabgesetzte Pensionsalter und die obligatorische Zustimmung des Staatspräsidenten für die Verlängerung dieses. Das Gericht stützt sein Handeln auf Art. 755 Abs. 1 der polnischen Zivilprozessordnung, Art. 267 Abs. 3 AEUV, Art. 4 Abs. 3 EU, sowie die EuGH-Urteile in den Rechtssachen C-213/89 (Randnummern 21 bis 23) und C-432/05.
Die Präsidentenkanzlei erkennt den Beschluss nicht an, da die Aussetzung der Vorschriften ohne Rechtsgrundlage getroffen sei. Sie merkt an, dass das Verfassungsgericht und die Verwaltungsgerichte in ihren Urteilen eine ähnliche Anwendung des Artikels 755 bereits bestritten haben.

### Anmerkung
1. ↑  „Wenn Ansprüche gesichert werden müssen, die keine Geldleistung zum Gegenstand haben, erlässt das Gericht eine Sicherungsverfügung, die es in Anbetracht der Umstände für sachgerecht hält, wobei keine der Sicherungsmethoden ausgeschlossen ist, die für die Sicherung von Geldforderungen Anwendung finden.“

## Konsequenzen
Am 13. Januar 2016 leitete die Europäische Kommission den Mechanismus zum Schutz der Rechtsstaatlichkeit gegenüber Polen ein, womit die Vereinbarkeit von Gesetzesvorhaben mit europäischen Grundwerten überprüft werden sollte. Die PiS-Regierung ignorierte allerdings die Empfehlungen der Kommission, wie beispielsweise die Veröffentlichung von Gerichtsurteilen.
Am 19. Januar 2016 kam es zu einer Debatte über die Lage Polens im Europaparlament, an der Beata Szydło teilnahm. Kritik kam von Mitgliedern der EVP, der die oppositionelle PO angehört, sowie der liberalen, linken und grünen Fraktionen. Zuspruch kam von Mitgliedern der konservativen, der die PiS angehört, der EU-skeptischen und rechten Fraktionen sowie von fraktionslosen Mitgliedern.
Die von der polnischen Regierung angerufene Venedig-Kommission des Europarats beurteilte am 11. März die Gesetzesänderungen als Schwächung der Effektivität des Verfassungsgerichts und damit einhergehend als eine Gefährdung der Demokratie, der Menschenrechte und der Rechtsstaatlichkeit in Polen. Sie bescheinigt sowohl der vorherigen PO-PSL-Regierung als auch der jetzigen PiS-Regierung verfassungswidriges Verhalten. Der ungarische Vertreter in der Venedig-Kommission stimmte gegen diese Beurteilung, da diese aus seiner Sicht einerseits zu einseitig sei und andererseits die Rolle des Präsidenten nicht beachtet wurde.
Am 13. April 2016 verabschiedete das Europäische Parlament mit 513 Stimmen der christ- und sozialdemokratischen, linken, grünen und liberalen Fraktionen (bei 142 Gegenstimmen und 30 Enthaltungen) eine Resolution, mit der die Maßnahmen der polnischen Regierung verurteilt und die „effektive Lähmung“ des Verfassungsgerichts als Gefahr für Demokratie, Menschenrechte und Rechtsstaatlichkeit bewertet wird. Insbesondere verweist die Resolution auf die Achtung von Menschenwürde, Freiheit, Demokratie, Gleichheit und Rechtsstaatlichkeit gemäß Artikel 2 des EU-Vertrags.
Am 1. Juni 2016 erteilte die EU-Kommission Polen wegen der Justizreform eine offizielle Verwarnung. Dies ist zugleich der formelle Beginn eines dreistufigen Verfahrens zum Schutz der Rechtsstaatlichkeit innerhalb der EU. Dieses wurde 2014 eingeführt und kommt erstmals zur Anwendung.
Am 15. November 2017 nahm das Europäische Parlament mehrheitlich eine Resolution an, die erhebliche Zweifel an der Rechtsstaatlichkeit Polens äußert. Am 20. Dezember 2017 beschloss die Kommission ein Sanktionsverfahren nach Artikel 7 gegen Polen zu starten. Zwar kann das Verfahren zum Stimmentzug Polens führen, jedoch gilt dies aufgrund der notwendigen Einstimmigkeit aller Mitgliedsstaaten als unwahrscheinlich. Am 15. März 2018 wurde Klage beim Europäischen Gerichtshof (EuGH) wegen des Gesetzes erhoben.
Am 1. März 2018 nahm das Parlament (422 zu 147 Stimmen) erneut eine Resolution gegen Polen an, die unter anderem das Sanktionsverfahren der Kommission unterstützt.
Am 2. Juli 2018 hat die EU-Kommission (Juncker) ein Vertragsverletzungsverfahren wegen des Gesetzes über das Oberste Gericht eingeleitet. Durch die Absenkung des Pensionsalters auf 65 Jahre können mit Inkrafttreten am 3. Juli 27 der 72 Richter des Gerichtes „zwangsweise in den Ruhestand versetzt werden.“ Die bisher amtierende Erste Präsidentin werde trotz ihrer sechsjährigen Amtszeit vorzeitig entlassen. Zwar sei es dem Staatspräsidenten möglich, die Amtszeit zu verlängern, jedoch bestünden diesbezüglich keine Kriterien. „Die Kommission ist der Auffassung, dass diese Maßnahmen gegen den Grundsatz der richterlichen Unabhängigkeit und auch der Unabsetzbarkeit von Richtern verstoßen und Polen somit seinen Verpflichtungen nach Artikel 19 Absatz 1 des Vertrags über die Europäische Union in Verbindung mit Artikel 47 der Charta der Grundrechte der Europäischen Union nicht nachkommt.“ Am 24. September 2018 wurde mitgeteilt, dass die Kommission Polen vor dem EuGH verklagt. Es soll im beschleunigten Verfahren entschieden werden. Zudem will sie mit einstweiligen Anordnungen weitere Zwangspensionierungen und Nachbesetzungen stoppen sowie bereits in den Ruhestand geschickte Richter wiedereinsetzen lassen. Der EuGH kam diesen Forderungen mit Beschluss des Vizepräsidenten vom 19. Oktober 2018 nach.
Am 21. November 2018 brachte die PiS einen Gesetzesentwurf ein, der der Entscheidung des EuGH Rechnung trägt: Er sah vor, dass die frühverrenteten Richter in ihre Positionen zurückkehren.
Im April 2020 eröffnete die Europäische Union das vierte Vertragsverletzungsverfahren gegen Polen, nachdem ein Gesetz zur Bestrafung von Richtern im Februar 2020 in Polen in Kraft trat.
Ende März 2021 reichte die Kommission von der Leyen I vor dem EuGH Klage gegen das im Februar 2020 in Kraft getretene Justizgesetz ein. Laut der Kommission untergrabe das Gesetz die Unabhängigkeit polnischer Richter und stehe im Widerspruch zum Vorrang von EU-Recht vor nationalem Recht. Laut der Anklageschrift hindere das Gesetz polnische Gerichte daran, bestimmte Vorschriften des EU-Rechts zum Schutz der Unabhängigkeit der Justiz umzusetzen und sich in derartigen Fällen an den EuGH zu wenden. Zudem verstoße Polen gegen EU-Recht, indem es die Disziplinarkammer des Obersten Gerichts – deren politische Unabhängigkeit nicht garantiert sei – weiterarbeiten lasse. Die Kommission beantragte, dass der EuGH die Auswirkungen bisheriger Entscheidungen der polnischen Disziplinarkammer aussetzt.
Am 14. Juli 2021 erließ der Europäische Gerichtshof in Luxemburg die Anordnung, dass Polen Teile seiner Justizreform mit sofortiger Wirkung auszusetzen habe. Die Vizepräsidentin des EuGH, Rosario Silva de Lapuerta, erklärte, die Zuständigkeiten der Disziplinarkammer des obersten polnischen Gerichts müssten neu geregelt werden. In der jetzigen Form gefährdeten sie die Unabhängigkeit der Justiz.
Der Vorsitzende der rechtskonservativen Regierungspartei PiS, Jarosław Kaczyński, erklärte Anfang August 2021, die Regierung werde die Disziplinarkammer des Obersten Gerichtshofs in ihrer derzeitigen Form abschaffen.
Am 19. Oktober 2021 kam es zu einer erneuten Debatte vor dem Europäischen Parlament. Ministerpräsident Mateusz Morawiecki betonte, dass Polens Verfassungsgericht nicht generell den Vorrang des europäischen Rechts vor dem nationalen bestreite. Vielmehr habe es lediglich den Anspruch des EuGH abgelehnt, dass das europäische Recht Vorrang vor den nationalen Verfassungen habe. Gegenredner erklärten, Polens Verfassungstribunal habe generell den Vorrang von EU-Recht abgelehnt.
Am 27. Oktober 2021 verurteilte der Europäische Gerichtshof (EuGh) Polen zur Zahlung eines täglichen Zwangsgeldes in Höhe von einer Million Euro. Nie zuvor war eine derart hohe Summe verhängt worden. Als Grund für den Schritt nannte der EuGH die fortgesetzte Weigerung Polens, die höchstrichterlichen Entscheidungen des EuGh zu den umstrittenen Justizreformen umzusetzen. Dies betraf insbesondere die Anordnung, die Arbeit der umstrittenen Disziplinarkammer zur Bestrafung von Richtern zu stoppen, sowie die Disziplinarkammer abzuschaffen und bereits entlassene Richter wieder einzustellen.
Polens Regierungschef Mateusz Morawiecki sprach wenige Tage zuvor aufgrund der infolge der Streitigkeiten durch die EU zurückgehaltenen Gelder an sein Land von einem „Dritten Weltkrieg“ und kündigte rechtlichen Widerstand an. Der Regierungschef deutete auch an, dass sein Land EU-Vorhaben wie das Klimapaket blockieren könnte. Die EU verstoße durch das Vorenthalten von milliardenschweren Corona-Hilfen an Polen seiner Meinung nach gegen europäisches Recht. Polen erhält von allen EU-Mitgliedstaaten am meisten Fördergelder aus der EU. So war eigentlich vorgesehen, dass Polen aus dem EU-Wiederaufbaufonds, der infolge der Covid-Pandemie verabschiedet wurde, rund 24 Milliarden Euro an nicht rückzahlbaren Zuwendungen und zwölf Milliarden an Krediten erhalten würde. Jedoch gab die EU-Kommission im November 2021 bekannt, dass es die Anwendung des Rechtsstaatsmechanismus prüfen und bis zu einer Entscheidung, die Gelder für Polen zurückhalten werde. Im selben Monat erklärte das polnische Verfassungsgericht einen Artikel der Europäischen Menschenrechtskonvention für unvereinbar mit nationalem Recht.
Im Mai 2024 stellte die EU-Kommission das Rechtsstaatsverfahren gegen Polen ein. Sie sehe unter der (neuen) Regierung keine Gefahr mehr für die Rechtsstaatlichkeit in Polen.